# Jamie Burnett
Jamie Burnett, škotski igralec snookerja, * 16. september 1975.

## Kariera
Burnett je vrhunec svoje bolj ali manj povprečne kariere dosegel v kvalifikacijah turnirja UK Championship 2004, na katerem se je zapisal v zgodovino kot prvi igralec, ki mu je med poklicnim dvobojem uspel niz nad 147 točkami - prikazal je namreč niz 148 točk. Njegov nasprotnik v tem dvoboju je bil Irec Leo Fernandez. V praksi je sicer nemogoče ustvariti niz več kot 147 točk, zaradi česar se niz 147 točk pogosto imenuje za popolno igro, ker igralec ne sme zgrešiti niti ene krogle na svoji poti, pa tudi katere koli krogle ne sme izbrati, pač pa izmenoma 15 rdečih in 15 črnih in nato še barvne krogle, skupaj 15 + 105 + 27, torej 147 točk. Vendar pa je svetovna zveza WPBSA vpeljala pravilo, po katerem lahko igralec, če njegov nasprotnik zgreši, tako da igralec sam pristane v situaciji, ko mu ne preostane nobena rdeča krogla, ki bi jo lahko zadel (gre za snooker situacijo, s to razliko da je nasprotnik, ki je izvedel obrambni udarec, zgrešil vse krogle), nominira katero od barvnih krogel za prosto kroglo. Tako lahko to barvno kroglo zadene, kot da bi šlo za običajno rdečo kroglo, in tudi šteje le eno točko. Zatem sme igralec igrati na eno od barvnih krogel, torej se lahko tako okoristi za 8 dodatnih točk, kar pomeni, da je najvišji možni niz 155 točk. 
Burnett je torej izkoristil pravilo proste krogle in za prosto nominiral rjavo kroglo, jo zadel in nato nadaljeval z nizom. Zadel je, poleg vseh barvnih krogel na koncu, 15 rdečih, 12 črnih, 2 rožnati in 1 modro kroglo, kar je skupaj zneslo 148 točk. Po dvoboju je Burnett komentiral: »Nisem točno vedel, kako naj se odzovem. Sprva sem mislil, da nisem napravil nič posebnega, a nato sem ugotovil, da sem ustvaril zgodovino.« Ker je Burnettu niz 148 točk uspel v kvalifikacijah (ki jih niso prenašali po televiziji), ga zanj niso nagradili. Ironija je hotela, da je na glavnem delu turnirja David Gray prikazal niz 147 točk in pobral nagrado 30.000 £.
Burnett je sicer nase opozoril že na turnirju German Open 1997, na katerem je dosegel četrtfinale, v katerem je s 4-5 tesno izgubil proti Kenu Dohertyju. Dosežek je kmalu ponovil še na enem jakostnem turnirju - turnirju Grand Prix 1998. Tudi tam je izpadel v četrtfinalu, tedaj je bil njegov krvnik rojak Chris Small, ki je slavil z izidom 5-3. V sezoni 1997/98, v kateri je dominiral Stephen Hendry, je Burnett vknjižil dve zmagi proti vodilnemu igralcu sveta, kot tudi dve zmagi proti Stephenu Leeju in Marku Williamsu.
Na glavnem delu turnirja Svetovnega prvenstva je debitiral leta 1996 in tedaj izpadel v prvemu krogu proti veteranu Terryju Griffithsu. Burnett je dvoboj izgubil z 9-10, čeprav je že vodil s 5-0 in 9-5. Drugič se je skozi kvalifikacijsko sito Svetovnega prvenstva prebil leta 2009, kar je najdaljši čas med dvema nastopoma na prvenstvu v zgodovini. Enako dolgo se pred njim na prvenstvo ni uspelo uvrsiti tudi Barryju Pinchesu. 
Burnettu se je uspelo uvrstiti na turnir UK Championship 2008, na katerem je v prvem krogu z izidom 3-9 izgubil proti rojaku in trening partnerju Stephenu Maguireju. Stavničarji so sicer pred dvoboj prekinili vplačevanje stav za ta dvoboj, saj so opazili porast vplačanih stav s točno takim izidom (3-9).  Že med dvobojem samim je bilo sicer opazno, da Burnett ni želel osvojiti 4 framov, saj je v zadnjem, 12. framu zgrešil povsem enostavno končno črno kroglo, kar ga je stalo frama in dvoboja. Če bi tisto črno kroglo zadel, bi se približal na 4-8, tako pa je zgrešil in dvoboj izgubil. Dvoboj so spremljali tudi mediji in BBC-jev analitik John Parrott je po videnem zgrešenem strelu pripomnil, da bi to zadel še amater. Tudi BBC-jev komentator Clive Everton je imel precej za reči glede te zadnje situacije, rekoč da zadnja dva frama kličeta po notranji preiskavi. 
Krovna svetovna zveza World Snooker se je odločila dogodek raziskati, nato pa je svojo preiskavo zagnala tudi policija, vse le dni preden se je Burnett v prvem krogu Svetovnega prvenstva 2009 pomeril prav z Maguirejem.  Dvoboj je znova dobil Maguire, tokrat je bil rezultat 10-5.